# Ferdinand Binkofski
Ferdinand Binkofski (* 9. Mai 1962) ist ein deutscher Neurologe und Professor an der RWTH Aachen. Er ist Direktor des Lehrstuhls und der Sektion für Klinische Kognitionswissenschaften an der RWTH Aachen und gibt dort Kurse in den Fachgebieten Kognitive Neuropsychologie und Neuroimaging.

## Leben
Binkofski studierte von 1983 bis 1990  Medizin an der Heinrich-Heine-Universität in Düsseldorf und am Institute of Neurology Queen Square in London. Er erhielt 1998 die Anerkennung als Facharzt für Neurologie an der Universitätsklinik Düsseldorf. Nachdem er dort auch habilitierte, wurde er 2001 Oberarzt und Leiter des Lübecker Teils von NeuroImage Nord an der Universität zu Lübeck. Es folgte eine Professur im Bereich Neuroimaging an der Universität zu Lübeck sowie eine Professur im Bereich der Klinischen Kognitionswissenschaften an seiner heutigen Wirkungsstätte in Aachen. Binkofski saß von 2004 bis 2010 im Vorstand der NeuroImage Nord (UKE Hamburg) und war von 2004 bis 2010 Leiter des Neuroimaging Center an der Universität zu Lübeck. Seit 2012 ist Binkofski in der Fachaufsicht der IZKF Brain Imaging Facility des Universitätsklinikums Aachen und seit 2016 Mitglied des Senats der RWTH Aachen University. Des Weiteren war Binkofski von 2010 bis 2016 Leiter der Ambulanz für neuropsychologische Störungen an der Uniklinik RWTH Aachen. Seit 2010 ist Binkofski mit dem Institut für Neurowissenschaften und Medizin am Forschungszentrum Jülich GmbH affiliert.

## Stipendien und Auszeichnungen
- Fellow der European Science Foundation (1993–1998)
- Jahrespreis des Institut for Advanced Studies, Baden-Baden (1996)
- Fellow der Europäischen Akademie für Neurologie (seit 2021)
- Fellow der Royal Society of Medicine (seit 2018)

## Lehrtätigkeit
- Universitätsklinikum Düsseldorf, Lehrveranstaltungen in Klinischer Neurologie, Lehrveranstaltungen in Neuroimaging (1990–2001)
- Universität Lübeck, Lehrveranstaltungen in multimodalem Neuroimaging, Studentenlehrveranstaltungen in Kognitiver Neurologie, Lehrveranstaltungen in Klinischer Neurologie, Schwerpunkt Neurodegeneration (2002–2010)
- Kurse in Kognitiver Neuropsychologie, Kurse in Neuroimaging der Neurodegeneration (seit 2010)

## Forschungstätigkeit (Auswahl)
- Beschreibung der Schlüsselrolle der Pyramidenbahn bei der motorischen Erholung nach Schlaganfall (Binkofski F, Seitz RJ, Arnold S, Classen J, Benecke R, Freund H.J. (1996) Thalamic metabolism and corticospinal tract integrity determine motor recovery in stroke. Annals of Neurology, 39 (4), 460–470. online library)
- Erstbeschreibung des Anterioren Intraparietalen Areals (AIP) beim Menschen (Binkofski F, Dohle C, Posse S, Stephan KM, Hefter H, Seitz RJ, Freund HJ. (1998) Human anterior intraparietal area subserves prehension. A combined lesion and functional MRI activation study. Neurology, 50 (5), 1253-9. doi.)
- Beschreibung des parieto-prämotorischen Netzwerks für die Manipulation von Objekten (Binkofski F, Buccino G, Stephan KM, Rizzolatti G, Seitz RJ & Freund HJ. (1999) A parieto-premotor network for object manipulation: evidence from neuroimaging. Experimental Brain Research. 128, 210–213.; Binkofski F, Buccino G, Posse S, Seitz RJ, Rizzolatti G, Freund HJ. (1999) A fronto-parietal circuit for object manipulation in man: evidence from an fMRI-study. 11(9), 3276–3286. pubmed)
- Beschreibung der Somatotopie der Bewegungsbeobachtung im prämotorischen Kortex beim Menschen (Buccino G, Binkofski F, Fink GR, Fadiga L, Fogassi L, Gallese V, Seitz RJ, Zilles K, Rizzolatti G, Freund HJ. (2001) online library.)
- Erstbeschreibung der visuo-motorischen Syndrome der Spiegelapraxie und der Spiegelataxie nach Läsionen des parietalen Kortex. (Binkofski F, Buccino G, Dohle C, Seitz RJ, Freund HJ. (2001) Mirror agnosia and mirror ataxia constitute different parietal lobe disorders. Annals of Neurology. 46(1), 51–61. online library)
- Beschreibung der Taktilen Apraxie und deren Verbindung mit Stereognosie. (Binkofski F, Kunesch E, Classen J, Seitz RJ, Freund HJ. (2001) Tactile apraxia: Unimodal apractic disorder of tactile object exploration associated with parietal lobe lesions. Brain. 124(1), 132–144. academic.oup.com)
- Erster Nachweis der Wirksamkeit der Bewegungsbeobachtungs-Therapie bei motorischen Defiziten nach Schlaganfall (Ertelt D, Small S, Solodkin A, Dettmers C, McNamara A, Binkofski F, Buccino G. (2007) Action observation has a positive impact on rehabilitation of motor deficits after stroke. NeuroImage, 36(2), T164-T173. sciencedirect.com)
- Beschreibung der parallelen funktionellen Netzwerke im dorsalen Strom des Menschen (Binkofski F, Buxbaum L. (2013) Two action systems in the human brain. Brain and Language. 127(2), 222–229. sciencedirect.com; Sakreida K, Effnert I, Thill S, Menz MM, Jirak D, Eickhoff CR, Ziemke T, Eickhoff SB, Borghi AM, Binofski F. (2016)  Affordance processing in segregated parieto-frontal dorsal stream sub-pathways. Neuroscience & Biobehavioral Reviews. 69, 89–112). sciencedirect.com)
- Beschäftigung mit der Theorie des kognitiven Embodiments und Mitwirkung an der Entwicklung der Words as Social Tolls (WAT) Theorie. (Borghi AM, Binkofski F. (2014) Words as Social Tools: An Embodied View on Abstract Concepts. SpringerBriefs in Psychology (BRIEFSPSYCHOL), SpringerBriefs in Cognition (BRIEFSCOGNIT); Borghi AM, Binkofski F, Castelfranchi C, Cimatti F, Scorolli C, Tummolini L. (2017) The challenge of abstract concepts. Psychological Bulletin, 143(3), 263–292. psycnet.apa.org; Borghi AM, Barca L, Binkofski F, Castelfranchi C, Pezzuolo G, Tummolini L. (2019) Words as social tools: Language, sociality and inner grounding in abstract concepts. Physics of Life Reviews. 29, 120–153. sciencedirect.com)

## Gremien und Ehrenämter
- Fellow der Europäischen Akademie für Neurologie
- Fellow der Royal Society of Medicine
- Beirat des Integrierten Forschungs- und Behandlungszentrums Adipositas Erkrankungen der Universität Leipzig (2009–2015)
- Associate Editor Scientific Reports, Nature Press
- Associate Editor Frontiers in Human Neuroscience
- Associate Editor Frontiers in Psychology
- Gastherausgeber von NeuroImage (2007)
- Gast Editor der Sonderausgabe Frontiers in Neuroscience (2017)
- Gast Editor der Sonderausgabe Philosophical Transactions B of the Royal Society (2018)

## Mitgliedschaften
- Deutsche Gesellschaft für Neurologie
- Deutsche Gesellschaft für klinische Neurophysiologie und funktionelle Bildgebung
- Neurowissenschaftliche Gesellschaft
- Europäische Akademie für Neurologie
- Organisation für Human Brain Mapping

## Werke
- Borghi, AM., Binkofski, F. Words as Social Tools: An Embodied View on Abstract Concepts. Springer 2014